# Demilitarisierung
Unter Demilitarisierung oder Entmilitarisierung versteht man im übergreifenden Zusammenhang den Abbau der Armee und die Beseitigung des Waffenlagers in einem Gebiet mit dem Ziel, dass von dort keine Gefahr eines militärischen Angriffs mehr ausgehen kann.

## Demilitarisierung von Gebieten
Nach dem Dreißigjährigen Krieg erfolgte im Heiligen Römisches Reich eine umfassende Demilitarisierung. Neben der weitgehenden Abrüstung der Armeen der Kriegsparteien regelten der Westfälische Frieden und der Nürnberger Exekutionstag auch die Rückgabe besetzter Festungen und befestigter Orte an die jeweiligen Landesherrn. Am Oberrhein war auch der Rückbau militärischer Anlagen vorgesehen: Zwischen Basel und Philippsburg mussten zurückgegebene befestigte Orte wie die Festung Benfeld im Hochstift Straßburg geschleift werden und es durften keine neuen Befestigungen errichtet werden.
Der Versailler Vertrag bestimmte zum Beispiel 1919 eine Demilitarisierung des Rheinlands. Es kam aber zur Alliierten Rheinlandbesetzung bis 1929/30. Die anschließende Demilitarisierungsperiode wurde 1936 durch den Einmarsch der deutschen Wehrmacht aufgehoben (Rheinlandbesetzung).
Ebenso waren im Morgenthauplan und im Potsdamer Abkommen eine Demilitarisierung Deutschlands vorgesehen. Wegen des Kalten Krieges erfolgten aber die Wiederbewaffnung der Bundesrepublik Deutschland und der DDR.

## Demilitarisierung von Ausrüstungen
Demilitarisierung bedeutet hier, dass militärische Geräte (Fahrzeuge, Panzer, Kampfflugzeuge, Kriegsschiffe, Waffen etc.) so verändert (bzw. teilzerstört) werden, dass eine Wiederherstellung der militärischen Eigenschaften nicht oder nur unter sehr hohem Aufwand möglich ist. Dies wird meist durchgeführt, um Militärgerät für zivile Zwecke einsetzen zu können, oder um Ausstellungsstücke zu schaffen. Beispiele solcher Veränderungen sind neben der Demontage der Waffen- und Leitsysteme die Heraustrennung der Panzerung an vorgeschriebenen Stellen eines Panzerfahrzeuges (es können normale Stahlplatten an deren Stelle eingesetzt werden) und die Zerstörung von Verschlüssen von Kanonen, kombiniert mit genau festgelegten Einschnitten am Rohr.